# レルマ公騎馬像
『レルマ公騎馬像』（レルマこうきばぞう、西: Retrato ecuestre del duque de Lerma、英: Equestrian Portrait of the Duke of Lerma）は、フランドルのバロック期の巨匠ピーテル・パウル・ルーベンスが1603年に制作した肖像画で、初代レルマ公爵フランシスコ・ゴメス・デ・サンドバルを描いている。レルマ公家の所有であったこの絵画は、レルマ公が没落した後にスペイン王室のコレクションに入ったが、フェリペ4世によりカスティーリャ提督に贈られた。その後、いく人かの所有者を経て、1969年以来、マドリードのプラド美術館に所蔵されている。

## 作品
古代ローマ皇帝の肖像彫刻形式として案出された騎馬像は、ルネサンス時代に復活し、彫刻のみならず絵画でも取り上げられるようになった。しかし、正面から捉えられた騎馬像は、物語画や肖像版画では前例があるものの、独立した絵画の肖像としてはルーベンスの本作が先駆けとなっている。ルネサンス以来の絵画と彫刻の比較論の伝統から、騎馬像彫刻の立体的効果を絵画で実現しようと意図したのではないかとの推論もなされている。
本作はルーベンスの最初のスペイン滞在時に描かれた。1603年、ルーベンスは、当時の主君マントヴァ公の使節としてスペイン王フェリペ3世のもとに遣わされたが、その際、レルマ公がルーベンスに騎馬像の制作を求めたのである。レルマ公はフェリペ3世の寵臣で、スペイン王国の実質的な為政者であった。この絵画で、彼はスペイン軍の指揮官として表されている。鎧を半身に纏った公爵は白馬に跨り、指揮棒を持っている。彼の首に掛けられたサンティアゴ騎士団の徽章だけがこの肖像画の唯一の装飾的要素である。絵画が軍事的色彩を帯びていることは、背景の騎馬戦闘場面によって強調されている。
本作にはルーベンスの初期の肖像画に見られる力強さに加え、彼がモデルの人物の人間性を捉える才能を示している。レルマ公の姿には、尊大さと誇り高い人格が浮き彫りにされている。作品の構図はティツィアーノの『カール5世騎馬像』 (プラド美術館)、および古代彫刻にもとづいているが、ルーベンスは公爵が鑑賞者に向かって前進してくる姿を描いている。ここには、画中空間と現実空間を結びつけようとするバロック絵画の特徴が現れているといえる。さらに、人物像を縁取るヤシの木を描くことで、バロック的な効果が創造されている。この肖像画は騎馬像のモデルとして、アンソニー・ヴァン・ダイクやガスパール・デ・クライエルなど後世の画家たちに多大な影響を与えることとなった。

## ギャラリー

ティツィアーノ『カール5世騎馬像』 (1548年) プラド美術館、マドリード
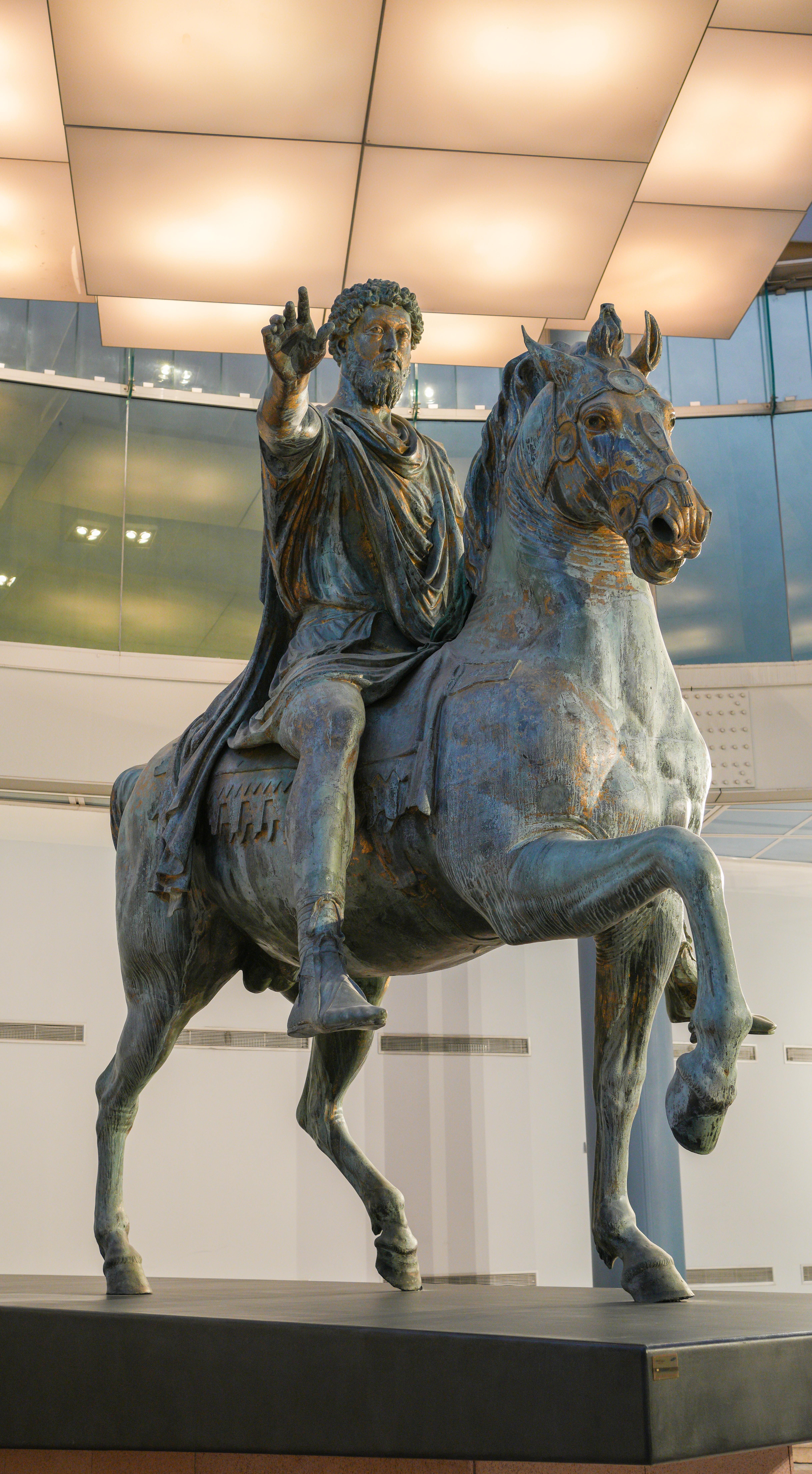
『マルクス・アウレリウス騎馬像（英語版）』 (紀元前175年ごろ設置)、カピトリーノ美術館、ローマ